# Arkansas RimRockers
Arkansas RimRockers was een Amerikaanse basketbalclub uit North Little Rock die bestond van 2004 tot 2007.

## Geschiedenis
De club werd in 2004 opgericht en speelde het eerste seizoen in de ABA. De club werd geleid door hoofdcoach Joe Harge, hij leidde de club naar de play-offs. In de play-offs wonnen ze van de Ontario Warriors, Kentucky Colonels, Mississippi Stingers om in de finale te winnen van de Bellevue Blackhawks. De club maakte samen met de Long Beach Jam de overstap naar de NBA D-League.
In het seizoen 2005/06 bleef Joe Harge coach tot in januari 2006. Hij werd vervangen door assistent-coach Andy Stoglin die de rest van het seizoen afwerkte en ook in 2006/07 hoofdcoach bleef. Door de hoge kosten van het stadion en lage opkomst wilde de ploeg verhuizen naar La Crosse en de La Crosse RimRockers worden maar dit ging niet door en de club verdween.

## Erelijst
- American Basketball Association: 2005

- NBA D-League Sportsmanship Award: Roger Powell (2007)

## Resultaten
| Seizoen | Competitie   | Wins | Verlies | Play-offs | Coach                  |
| ------- | ------------ | ---- | ------- | --------- | ---------------------- |
| 2004/05 | ABA          | 28   | 5       | Kampioen  | Joe Harge              |
| 2005/06 | NBA D-League | 24   | 24      |           | Joe Harge Andy Stoglin |
| 2006/07 | NBA D-League | 16   | 34      |           | Andy Stoglin           |

## Bekende (oud-)spelers
| - Brandon Freeman |